# Schaulager
Schaulager is een privé-museum in Münchenstein, in het Zwitserse kanton Basel-Landschaft, voor moderne en hedendaagse kunst. De bouw van het museum werd aangevat in 2002, het museum opende in 2003. Het museum, gebouwd in opdracht van de Laurenz Foundation, werd ontworpen door het Zwitserse architectenbureau Herzog & de Meuron.
De naam Schaulager is een samentrekking van de Duitse woorden "schauen" en "lagern" – "zien" en "opslaan". Schaulager combineert de functies van opslaan, bestuderen en presenteren van moderne en hedendaagse kunst. Het is gebaseerd op het innovatieve idee om kunstwerken zo op te slaan in het depot dat ze toegankelijk blijven voor studiedoeleinden.

## Gebouw
Het museum is gelegen in een industrieel gebied. Het gebouw is van de hand van het Zwitserse architectenbureau Herzog & de Meuron. De architectuur van het Schaulager is er op gericht de kunst en niet de kijker ten dienste te staan. Het vijf verdiepen tellende museum is een rotsachtige gesloten doos waar het licht slechts via enkele spleten binnenvalt. Het mijden van daglicht, en de muren die meer dan vijftig centimeter dik zijn, zijn er volledig op gericht om in het gebouw optimale condities te creëren voor het conserveren van kunstwerken. De temperatuur heeft er een constante van 20 °C en de luchtvochtigheid blijft op 50%. De inkom aan de oostkant van het museum is een uitnodigende, gladde witte façade die de vormen van het poortgebouw voor het museum overneemt. Op deze gevel zijn twee grote LED-schermen aangebracht waarop tijdens exposities kunstwerken getoond worden. Vanuit de 28 meter hoge inkomhal heeft de bezoeker een overzicht over de 5 verdiepen. De drie bovenste verdiepen, ingericht als opslagplaatsen, administratieve ruimtes en onderzoekslokalen, hebben een totale oppervlakte van meer dan 9000 vierkante meter. Het gelijkvloers en de benedenverdieping bieden 4300 vierkante meter aan expositieruimte. Op het gelijkvloers bevinden zich evenals de ticketbalie, het café, een boekhandel en een auditorium met 144 zitplaatsen.
Sinds 2015 produceert Schaulager elektriciteit met een fotovoltaïsche energiecentrale op het dak. De energiecellen, met een oppervlakte van 2300 vierkante meter, hebben een piekvermogen van 360 kW.

## Collectie
De collectie van het Schaulager is grotendeels gebaseerd op de collectie van de Emanuel Hoffmann Foundation, opgericht in 1933 en toegewijd aan het doel om kunstwerken te verzamelen en toegankelijk te maken voor het publiek. Het museum bezit meer dan 650 schilderijen, sculpturen, installaties, videowerken en films van meer dan 150 kunstenaars. Veel van de werken die al vroeg in de collectie zijn opgenomen - zoals die van Robert Delaunay, Paul Klee, Max Ernst of Hans Arp - behoren nu tot de klassiekers van het modernisme. In de jaren 1960 en 1970 werden werken van baanbrekende kunstenaars zoals Joseph Beuys, Hanne Darboven en Bruce Nauman verworven.
De Emanuel Hoffman Foundation en Schaulager blijven trouw aan het oorspronkelijke grondbeginsel van 1933, 'vertrouwen in de toekomst', door voortdurend kunst te verwerven die sterk op de toekomst is gericht. De nieuwste toevoegingen aan de collectie omvatten werken van Jeff Wall, Tacita Dean, David Claerbout, Andrea Zittel, Steve McQueen en Toba Khedoori.

## Tentoonstellingen
- Dieter Roth: Roth Time. A Dieter Roth Retrospective, 25 mei tot 14 september 2003
- Herzog & de Meuron: No. 250. An Exhibition, 8 mei tot 26 september 2004
- Jeff Wall: Photographs 1978–2004, 30 april tot 25 september 2005
- Tacita Dean en Francis Alÿs: Analogue: Films, Photographs, Drawings 1991–2006 en The Sign Painting Project (1993–97): A Revision, 13 mei tot 24 september 2006
- Robert Gober: Work 1976–2007, 12 mei tot 14 oktober 2007
- Monika Sosnowska en Andrea Zittel: 1:1, 26 april tot 21 september 2008
- Holbein bis Tillmans: Prominent Guests from the Kunstmuseum Basel, 4 april tot 4 oktober 2009
- Matthew Barney: Prayer Sheet with the Wound and the Nail, 12 juni tot 3 oktober 2010
- Francis Alÿs: Fabiola 12 maart tot 28 augustus 2011
- Steve McQueen: Steve McQueen, 16 maart tot 1 september 2012[4]
- Paul Chan: Paul Chan, 12 april tot 19 oktober 2013[5]
- Future Present: Emanuel Hoffmann Foundation Contemporary art from classic modernism to the present day, 13 juni 2015 tot 31 januari 2016[6]
- ZITA – ЩАРА: Chamber Pice by Katharina Fritsch and Alexej Koschkarow, 12 juni tot 2 oktober 2016[7]
- David Claerbout: Olympia, 1 juni tot 22 oktober 2017[8]
- Bruce Nauman: Disappearing Acts, 17 maart tot 26 augustus 2018[9]

## Organisatie
Het Schaulager is een privé-museum dat wordt beheerd door de Laurenz Foundation, een in 1999 opgerichte stichting gewijd aan de promotie en ondersteuning van kunst.